# Tomentellopsis
Tomentellopsis of Viltvliesje is een geslacht van schimmels behorend tot de familie Thelephoraceae. De wetenschappelijke naam van het geslacht werd voor het eerst in 1970 geldig gepubliceerd door Hjortstam.

## Soorten
Volgens Index Fungorum telt het geslacht acht soorten (peildatum april 2023):
| Soortnaam                                              | Auteur(s)                                                  | Publicatiejaar |
| ------------------------------------------------------ | ---------------------------------------------------------- | -------------- |
| Tomentellopsis bresadolana                             | (Sacc. & Trotter) Jülich & Stalpers                        | 1980           |
| Tomentellopsis echinospora (Bleek viltvliesje)         | (Ellis) Hjortstam                                          | 1970           |
| Tomentellopsis pallidoaurantiaca                       | (Gilb. & Budington) K.H. Larss. ex Ginns & M.N.L. Lefebvre | 1993           |
| Tomentellopsis pallidocitrina                          | (M.P. Christ. & J.E.B. Larsen) Hjortstam                   | 1974           |
| Tomentellopsis pulchella                               | Kõljalg & Bernicchia                                       | 2009           |
| Tomentellopsis pusilla                                 | Hjortstam                                                  | 1974           |
| Tomentellopsis submollis (Gevlekt viltvliesje)         | (Svrček) Hjortstam                                         | 1974           |
| Tomentellopsis zygodesmoides (Bruingerand viltvliesje) | (Ellis) Hjortstam                                          | 1974           |